# 红带滨螺
红带滨螺（学名：Mainwaringia rhizophila），是中腹足目玉黍螺科Mainwaringia属的一种。主要分布于中国大陆，常栖息在潮间带。